# 翁德 (明朝人物)
翁德，福建建宁府瓯宁县人，明朝政治人物。同進士出身。

## 生平
洪武十七年，福建甲子科鄉試中舉。洪武二十一年，登戊辰科會試中進士，授員外郎。